# Parque Alejandra
El parque Alejandra es un parque de 115 hectáreas ubicado en el palacio de Peterhof cerca de San Petersburgo en Rusia. Se encuentra en la parte oriental del parque inferior de Peterhof, del que está separado por un muro de piedra.
El conjunto de palacio, incluyendo el parque Alejandra y el centro histórico de la ciudad de Peterhof, forma parte, con el código 540-017 , del lugar Patrimonio de la Humanidad llamado «Centro histórico de San Petersburgo y conjuntos monumentales anexos».

## Historia
El parque se encuentra en unas parcelas que pertenecieron a los favoritos de Pedro el Grande quien se las habría donado, después fueron adquiridas por el príncipe Ménshikov, quien en 1726 construyó una casa de campo llamada Mon Courage (en francés, Mi Coraje). Cuando perdió el favor de la corte, la propiedad pasó a los príncipes Dolgoruki, sus oponentes políticos.
La emperatriz Ana adquirió la propiedad en 1733 para formar un coto de caza, conocido en alemán como el Jagdgarten. Allí se cazaba ciervos, jabalíes, zorros, etc ... y se construyó en la parte baja un pequeño pabellón de madera, llamado el Templo, desde el que la emperatriz podía disparar a los animales que su gente y las jaurías acercaban. En la década de 1770, se prefirió Tsárskoye Seló a Peterhof como residencia imperial, y el coto de caza fue descuidado. Sólo quedaron algunos ciervos y una parte del territorio se convirtió en un campo de maniobras del regimiento de dragones de la guardia. La casa de campo de Menshikov estaba en ruinas a finales del siglo y el pabellón de madera destruido.

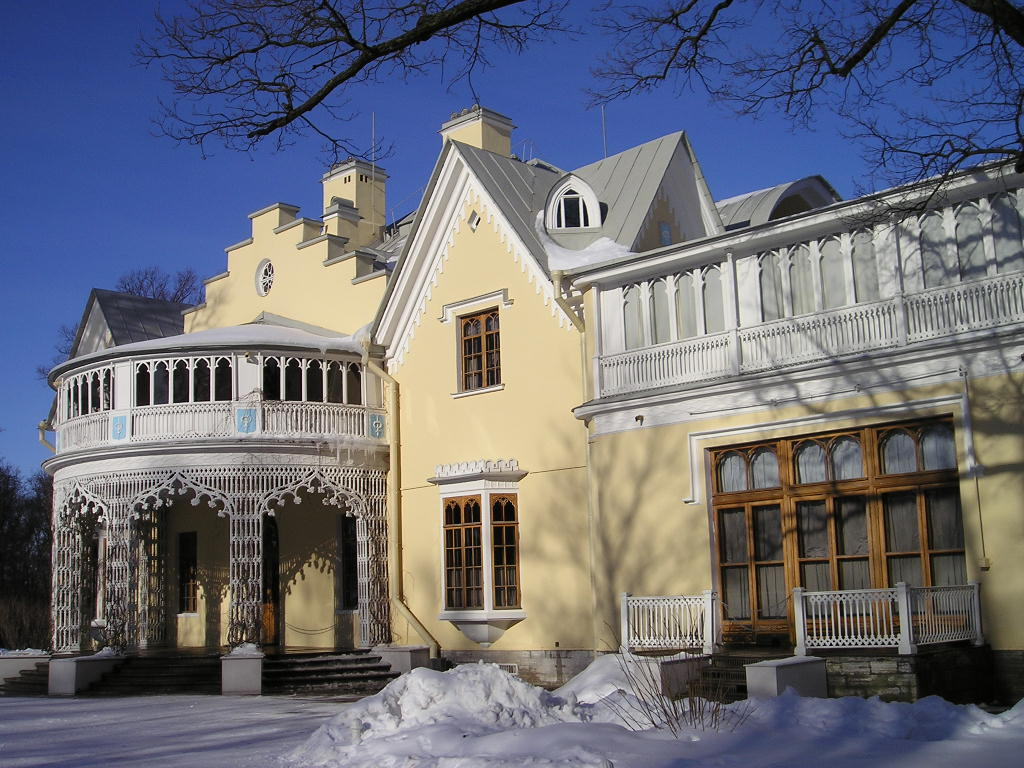
Vista de la residencia de verano de la emperatriz Alejandra, en invierno.

Cuando Nicolás I accedió al trono, renombró el parque como parque Alejandra en honor a su esposa Alejandra, nacida princesa de Prusia y se lo regaló. En 1826 se emprendieron grandes reformas: construcción de un palacio de verano de estilo inglés por Adam Menelas, delineación de caminos, filas de árboles, un parque romántico etc ... Los trabajos continuaron hasta 1829. El palacio de estilo neogótico es un edificio de tamaño modesto, de una planta y decorado con balcones y terrazas. Alejandra puso en la parte frontal su escudo de armas personal (creado por el poeta Vasili Zhukovski), una espada que atraviesa una corona de rosas blancas. Para destacar el carácter idílico de la residencia, el arquitecto Menelao construyó al lado entre 1829 y 1831, una granja con un pequeño establo, viviendas para pastores y vaqueros, cocinas y granjas, etc. Toda la finca fue transformada en 1859 por Andrei Stackensneider, arquitecto de Alejandro II.
El parque fue diseñado y construido por el arquitecto paisajista Peter Erler, tardando estos trabajos alrededor de veinte años. Está rodeado por muros que lo separan del parque inferior de Peterhof, y se accede a él por tres puertas.  La propiedad finca Znamenka  limita con el parque. Anteriormente esta finca o dacha era propiedad del Gran Duque Pedro Románov. La parte sur del parque continúa a lo largo de la carretera principal de San Petersburgo Orianenbaum y la parte norte se extiende a lo largo de las orillas del mar Báltico.

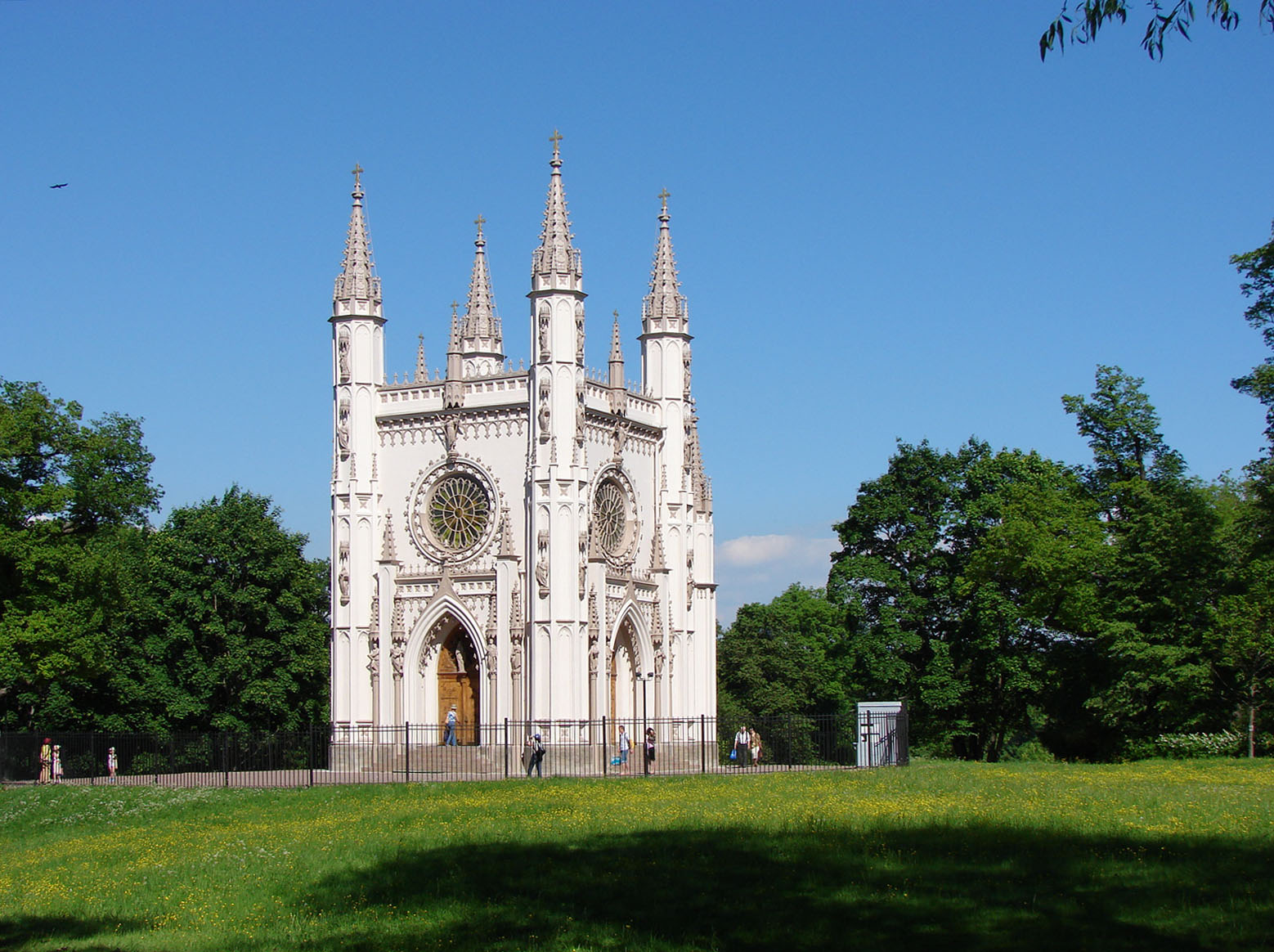
Vista de la capilla neogótica.

La capilla de San Alejandro Nevsky, llamada capilla neogótica, construida en 1831-1834, es uno de los elementos más originales del parque. Sirvió como capilla  familiar a la familia imperial durante el verano.
Nicolás II hizo construir para los veraneos de la familia imperial el palacio inferior (o palacio nuevo) (Nizhny Dvoretz), una residencia de verano de tres pisos. Al emperador le gustaba llevar allí una vida familiar tranquila y apartada. La residencia está situada en las orillas del mar Báltico, al noreste del parque. Aquí se firmó el manifiesto en el que se declaraba la movilización general para la Primera Guerra Mundial (llamada también por la historiografía soviética Guerra imperialista). La pareja imperial veraneó allí desde 1895 hasta 1916. Allí nació su único hijo, el  Tzarevitch  Alexis, el 30 de julio de 1904.
El parque y sus edificios fueron abiertos al público en la década de 1920. En 1932 se construyó cerca de la granja un pequeño obelisco piramidal de granito en honor a los trabajadores que construyeron Peterhof. La residencia de verano de Nicolás II, el palacio inferior, se transformó en la casa de vacaciones de la OGPU en 1926, convertida en NKVD en 1934.
El parque fue ocupado en 1941 por los alemanes y los edificios fueron saqueados, pero el palacio no fue destruido. Los muebles y las colecciones de los distintos palacios y casas habían sido escondidos en su mayoría, antes del terrible asedio de Leningrado.
Sin embargo, el palacio de Nicolás II quedó muy dañado y fue finalmente destruido en la década de 1960.
El conjunto fue restaurado con ocasión del tricentenario de San Petersburgo en 2003. La finca, después de un incendio en 2005, es un lugar para exposiciones de varias nuevas colecciones abiertas al público y la capilla neogótica volvió a abrir en 2006.